# Durme
La Durme est une rivière de Belgique, affluent de l'Escaut.
Elle limite le pays de Waes au sud.